# Zenon Licznerski
Zenon Licznerski, né le 27 novembre 1954 à Elbląg, est un athlète polonais, spécialiste du 100 m. 
Il a fait partie des relais 4 × 100 m polonais qui ont obtenu des médailles aux Jeux olympiques d'été et aux championnats d'Europe.

## Palmarès

### Jeux olympiques d'été
- Jeux olympiques d'été de 1976 à Montréal ( Canada)
  - éliminé en série sur 100 m
  - 4e en relais 4 × 100 m
- Jeux olympiques d'été de 1980 à Moscou ( Union soviétique)
  - éliminé en série sur 100 m
  -  Médaille d'argent en relais 4 × 100 m

### Championnats du monde d'athlétisme
- Championnats du monde d'athlétisme de 1983 à Helsinki ( Finlande)
  - 6e en relais 4 × 100 m

### Championnats d'Europe d'athlétisme
- Championnats d'Europe d'athlétisme de 1978 à Prague ( Tchécoslovaquie)
  - 6e sur 200 m
  -  Médaille d'or en relais 4 × 100 m

### Championnats d'Europe d'athlétisme en salle
- Championnats d'Europe d'athlétisme en salle de 1975 à Katowice ( Pologne)
  -  Médaille de bronze sur 60 m
- Championnats d'Europe d'athlétisme en salle de 1977 à Saint-Sébastien ( Espagne)
  - 6e sur 60 m